# Marathon County
Marathon County är ett administrativt område i delstaten Wisconsin, USA, med 134 063 invånare. Den administrativa huvudorten (county seat) är Wausau. 

## Geografi
Enligt United States Census Bureau har countyt en total area på 4 082 km². 4 001 km² av den arean är land och 41 km² är vatten. 

### Angränsande countyn
- Lincoln County - nord
- Langlade County - nordost
- Shawano County - öst
- Waupaca County - sydost
- Portage County - syd
- Wood County - syd
- Clark County - väst
- Taylor County - nordväst

### Större orter
- Kronenwetter med   5 400 invånare
- Marshfield – 18 800 (delvis i Wood County)
- Mosinee – 6 200
- Rib Mountain – 7 600
- Rothschild – 5 500
- Wausau – 40 600 (huvudort)
- Weston – 12 600